# Diego Giménez
Diego Armando Giménez (Puerto Madryn, Chubut, Argentina, 3 de junio de 1985) es un futbolista argentino. Juega de delantero, y su actual club es Sansinena, equipo que disputa el Torneo Federal B, cuarta división del fútbol de Argentina. Es el tío del famoso Agustín "El Corcho" Vázquez. Su segundo sobrino apodado como el "Palo vestido"

## Clubes
| Club                         | País      | Año           |
| ---------------------------- | --------- | ------------- |
| Guillermo Brown              | Argentina | 2004-2014     |
| Juventud Unida Universitario | Argentina | 2014          |
| Agropecuario Argentino       | Argentina | 2015          |
| Sansinena                    | Argentina | 2015-presente |